# Coxquihui
Coxquihui è una municipalità dello stato di Veracruz, nel Messico centrale, il cui capoluogo è la località omonima.
Conta 15.492 abitanti (2010) e ha una estensione di 80.70 km². 	 		
Il nome della località in lingua nahuatl significa luogo delle canne.